# Municipio de New Douglas
El municipio de New Douglas (en inglés: New Douglas Township) es un municipio ubicado en el condado de Madison en el estado estadounidense de Illinois. En el año 2010 tenía una población de 509 habitantes y una densidad poblacional de 9,37 personas por km².

## Geografía
El municipio de New Douglas se encuentra ubicado en las coordenadas 38°57′12″N 89°40′23″O / 38.95333, -89.67306. Según la Oficina del Censo de los Estados Unidos, el municipio tiene una superficie total de 54.3 km², de la cual 54,13 km² corresponden a tierra firme y (0,3 %) 0,16 km² es agua.

## Demografía
Según el censo de 2010, había 509 personas residiendo en el municipio de New Douglas. La densidad de población era de 9,37 hab./km². De los 509 habitantes, el municipio de New Douglas estaba compuesto por el 96,46 % blancos, el 1,18 % eran afroamericanos, el 0,2 % eran amerindios, el 0,39 % eran de otras razas y el 1,77 % eran de una mezcla de razas. Del total de la población el 1,96 % eran hispanos o latinos de cualquier raza.